# Troxelville
Troxelville és una concentració de població designada pel cens dels Estats Units a l'estat de Pennsilvània. Segons el cens del 2000 tenia 192 habitants.

## Demografia
Segons el cens del 2000, Troxelville tenia 192 habitants, 74 habitatges, i 60 famílies. La densitat de població era de 80,6 habitants/km².
Dels 74 habitatges en un 35,1% hi vivien nens de menys de 18 anys, en un 63,5% hi vivien parelles casades, en un 10,8% dones solteres, i en un 18,9% no eren unitats familiars. En el 17,6% dels habitatges hi vivien persones soles el 8,1% de les quals corresponia a persones de 65 anys o més que vivien soles. El nombre mitjà de persones vivint en cada habitatge era de 2,59 i el nombre mitjà de persones que vivien en cada família era de 2,87.
Per edats la població es repartia de la següent manera: un 26% tenia menys de 18 anys, un 5,7% entre 18 i 24, un 30,7% entre 25 i 44, un 25,5% de 45 a 60 i un 12% 65 anys o més.
L'edat mediana era de 35 anys. Per cada 100 dones de 18 o més anys hi havia 97,2 homes.
La renda mediana per habitatge era de 26.250 $ i la renda mediana per família de 28.750 $. Els homes tenien una renda mediana de 26.406 $ mentre que les dones 19.688 $. La renda per capita de la població era de 12.333 $. Entorn del 4,8% de les famílies i el 7% de la població estaven per davall del llindar de pobresa.

## Poblacions més properes
El següent diagrama mostra les poblacions més properes.